# Andriashevicottus megacephalus
Andriashevicottus megacephalus és una espècie de peix pertanyent a la família dels còtids i l'única del gènere Andriashevicottus.

## Descripció
- Fa 23,6 cm de llargària màxima.
- Nombre de vèrtebres: 40.
- Cap gros.[3][4]

## Hàbitat
És un peix marí, demersal i de clima boreal que viu fins als 100 m de fondària.

## Distribució geogràfica
Es troba al Pacífic nord-occidental: illa Simushir (illes Kurils).

## Observacions
És inofensiu per als humans.